# Semidalis manausensis
Semidalis manausensis är en insektsart som beskrevs av Meinander 1980. Semidalis manausensis ingår i släktet Semidalis och familjen vaxsländor. Inga underarter finns listade i Catalogue of Life.